# Nationaal Electoraal Instituut

Logo van het Nationaal Electoraal Instituut

Het Nationaal Electoraal Instituut (Spaans: Instituto Nacional Electoral, INE) is, zoals vastgelegd in de Mexicaanse grondwet, een autonome organisatie belast met het organiseren van verkiezingen en plebiscieten en het reguleren van processen van burgerparticipatie op alle niveaus van overheid in Mexico. Het INE werd opgericht in 2014 als opvolger van het Federaal Electoraal Instituut.

## Organisatie

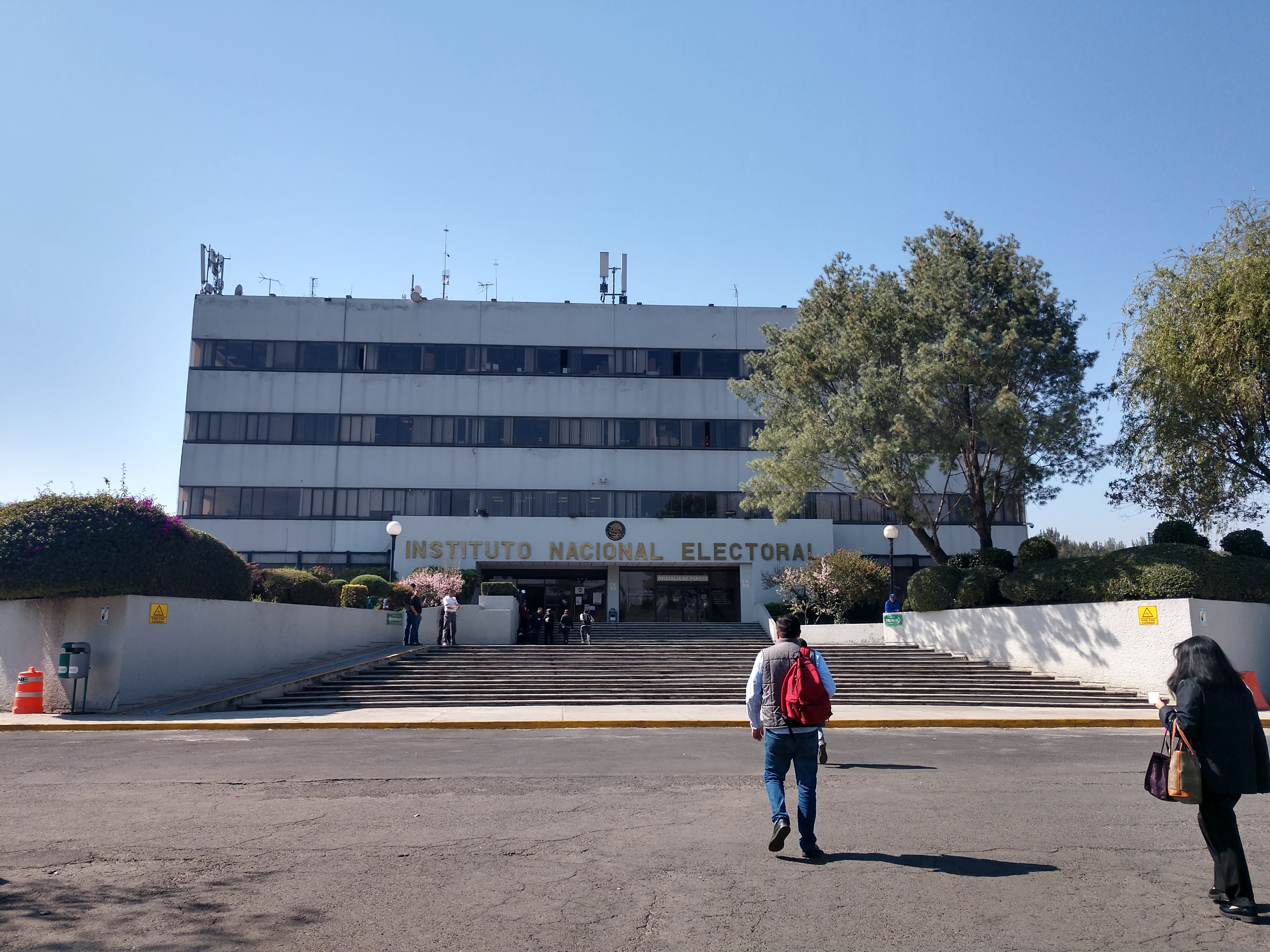
Hoofdkantoor van het Nationaal Electoraal Instituut

De Algemene Raad (Consejo General) is de hoogste autoriteit van het instituut. De algemene raad heeft een voorzitter, een uitvoerend secretaris, tien electorale raadsleden plus vertegenwoordigers van de wetgevende macht en van de politieke partijen. Het hoofdkantoor van het INE is gevestigd in Tlalpan, Mexico-Stad.
| Naam                     | Periode   |
| ------------------------ | --------- |
| Lorenzo Córdova Vianello | 2014-2023 |
| Guadalupe Taddei Zavala  | 2023-     |

## Resultaten
De eerste verkiezingen georganiseerd door het INE vonden plaats in de periode 2014-2015. In totaal werden 2,159 volksvertegenwoordigers en gezaghebbers op niveau van gemeente, deelstaat en land verkozen. De toename van het geweld tegen vrouwelijke deelnemers aan de verkiezingen noopte het instituut tot het opstellen en aannemen, samen met andere organisaties, van een protocol om geweld tegen vrouwen tijdens verkiezingen tegen te gaan.
De algemene verkiezingen van 2018 werden door het INE het grootste electorale proces van de Mexicaanse geschiedenis genoemd. Naast de president van de Republiek werden 128 senatoren en 500 afgevaardigden in de Kamer van Afgevaardigden verkozen en werden verkiezingen gehouden in 30 van de 32 deelstaten. De uitslag van de verkiezingen werd gekenschetst als een politieke aardverschuiving en een duidelijk signaal dat corruptiebestrijding hoofdprioriteit is in Mexico.
President Andrés Manuel López Obrador was kritisch op het instituut omdat het te duur zou zijn en poogde het te hervormen. De oppositie zag dit als een aanval op de democratie. Na een massale protestmanifestatie in 2023 hield het hooggerechtshof de wetsvoorstellen tegen. Onder leiding van een nieuwe voorzitter, Guadalupe Taddei, organiseerde het instituut de algemene verkiezingen van 2024 binnen het kader van de kieswet van 2014.